# 线羽假毛蕨
线羽假毛蕨（学名：Pseudocyclosorus linearis），为金星蕨科假毛蕨属下的一个植物种。